# ヴィーンヌィツャへのミサイル攻撃 (2022年7月)
ヴィーンヌィツャへのミサイル攻撃（ヴィーンヌィツャへのミサイルこうげき）は、2022年7月14日午前10時40分（現地時間）にロシア連邦軍により行われ 、子ども1人を含む、少なくとも20人が死亡した。
2022年7月14日午前10時10分頃、ヴィーンヌィツャに空襲警報が発令され、10時42分頃、市民によれば、市内で3回爆発が起きたとされる。その前には、ベールシャジとヴィーンヌィツャをロケット弾が飛ぶ様子が目撃されていた。
午後2時には、犠牲者が20人に増加した。

## 反応
ウクライナのゼレンスキー大統領は、Telegramで以下のように投稿した。
"Vinnytsia. Rocket strikes in the city center. There are wounded and killed, among them a little child. Every day, Russia destroys the civilian population, kills Ukrainian children, directs rockets at civilian objects. Where there is nothing military. What is this if not an open terrorist attack? Inhuman. Country of killers. A country of terrorists".—

## ギャラリー
ロケット攻撃の結果
- ベビーカーと母親の遺体
- 幼児の遺体
- 爆発現場での火災